# Adult Erotic Gay Video Awards
 (janvier 2018).

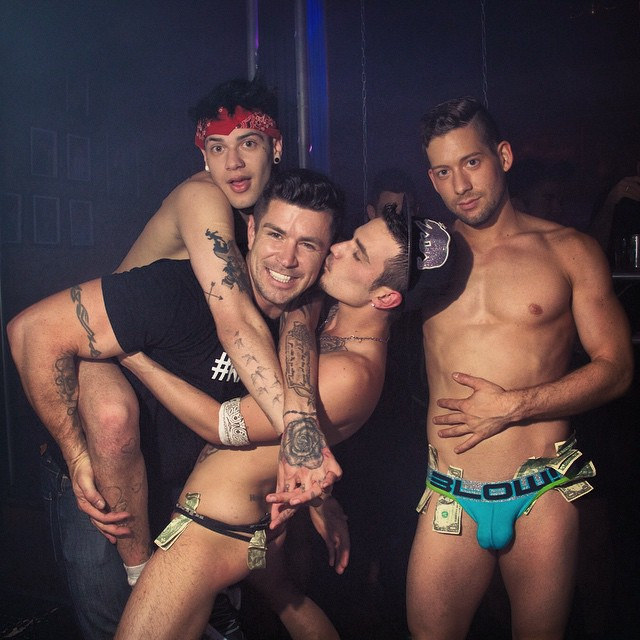
Tous à bord ! #grabbys @bar_charlieschi

The Adult Erotic Gay Video Awards, plus connu sous le nom Grabbys, sont des récompenses distinguant chaque année les meilleurs films porno gay. Jusqu'en 2009, la cérémonie a été organisée par la publication Gay Chicago Magazine, aujourd'hui disparue.

## 1992
| Burnout of the Year Jason Ross Comeback of the Year Grant Fagan, The Return of Grant Fagan, Vivid Video, I Lick It 'Cuz Like It, Tiger Media Video Fresh Surprise of the Year Lex Baldwin, Man of the Year, Catalina Video |  | Best Supporting Actor Johnny Rahm Best Newcomers Aiden Shaw Best Performer Damian |

 [Top]

## 1993
| Best Video of the Year (a tie) Easy Rider, Catalina Video Powertool II, Josh Elliot, Taylor Hudson, Scott Masters, directors, Catalina Video Best Screenplay Jumper, HIS Video Best Performer Danny Sommers |  | Best Supporting Actor B.J. Slater, Ivy League, Someone in Mind, True, Vivid Video Best Newcomers Aiden Shaw, Night Force, Catalina Video; Black Leather, White Studs, Dynamic Video Pull‑Lister Prize Gay Sex: A Manual for Men Who Love Men |

 [Top]

## 1994
| Best Video of the Year (a tie) Call of the Wild, Kristen Bjorn, director, Kristen Bjorn Productions Abduction series part III, Redemption, Steven Scarborough, director, Falcon Studios Best Screenplay Valley of the Bi Dolls, Catalina Video Best Performer Randy White, Sex Crimes, Catalina Video |  | Best Supporting Actor Dillon Reid, Sex Crimes, Catalina Video Best Newcomers Zak Spears Best Cum Shot Steve Gibson as The Sperminator, Falcon Studios Best Ethnic Performer Rick Pantera (aka John Pantera), Blackdraft, Hand Jobs 4, Catalina Video |

 [Top]

## 1995
| Best Video of the Year Solicitor, Jim Steel, director, Vivid Video Best Director John Rutherford, Flashpoint, Falcon Studios Best Actor (a tie) Ty Fox Zak Spears Best Performers Daryl Brock, Rob Cryston, Hunter Scott Best Supporting Actor (a tie) Scott Baldwin, Flashpoint, Falcon Studios Chip Daniels, Grease Guns, Studio 2000 Best Newcomers Hal Rockland, Flashpoint, Falcon Studios |  | Best Cinematography (a tie) Going Down in Style, All Worlds Video Major Owens, Bijou Studios Best Sex Scene Grease Guns, Studio 2000, Daryl Brock, Chip Daniels, Sean Davis, Aiden Shaw Best International Video Pleasure Express, George Duroy, director, Falcon International Studios Best Bisexual Video Revenge of the Bi Dolls, Catalina Video Whopper Award Kevin Dean, Raw Hide, Studio 2000 |

 [Top]

## 1996
| Best Video of the Year Bulls Eye, Michael Zen, director, All Worlds Video Best Director Michael Zen, Bulls Eye, All Worlds Video Best Actor (a tie) Chad Knight, Bad Moon Rising, All Worlds Video; The Other Side of Aspen, parts III and IV, Snowbound and Rescue, Falcon Studios J.T. Sloan, Bulls Eye, All Worlds Video Best Performers Mike Lamas, Mike Nichols Best Supporting Actor (a tie) Tim Lowe, Bulls Eye, All Worlds Video Jeff Mitchell, Jawbreaker, Catalina Video Best Newcomers Gianfranco, Chad Conners, Dino Phillips |  | Best Cinematography (a tie) Whitefire, All Worlds Video The Other Side of Aspen parts III and IV, Snowbound and Rescue, Falcon Studios Best Sex Scene As Big as They Come II, Daryl Brock, Steve Harper, Scott Ryder, Chad Donovan, Jocks Studios Hot Shots Kyle Brandon, Hard as Marble, All Worlds Video Chip Daniels, Jawbreaker, Catalina Video Mikie, Sex Quest, Man's Best Chris Collins, Powergrip, Galaxy Studios Best International Video The Vampire of Budapest, Kristen Bjorn, director, Kristen Bjorn / Sarava Productions |

 [Top]

## 1997
| Best Video of the Year Flesh & Blood, Jerry Douglas, director, All Worlds Video Best Director Jerry Douglas, Flesh & Blood, All Worlds Video Best Actor Kurt Young, Flesh & Blood, All Worlds Video Best Performers Cole Youngblood, Bryan Kidd Best Supporting Actor (a tie) Jake Andrews, Code of Conduct, Falcon Studios Sam Crockett, Why Marines Don't Kiss, All Worlds Video Best Newcomers Kurt Young, Bryan Kidd, Flesh & Blood, All Worlds Video Best Cinematography (a tie) Desert Train, Titan Media Night Walk, HIS Video |  | Best Sex Scene Tradewinds, Kurt Young, Derek Cameron, Huge Video Hot Shots Lukas Ridgeston, Cole Youngblood Best Non‑Sexual Role (a tie) Jeanna Fine, Flesh & Blood, All Worlds Video Sharon Kane, My Sister's Husband, All Worlds Video Promising New Performers Dean Spencer, Code of Conduct, Falcon Studios Todd Gibbs, Raw Material, Hot House Entertainment Carl Erik, Trying it on for Size, Studio 2000 Shane Thomas, Men Only, Jock Studios; Played, Vivid Video; Brother to Brother, All Worlds Video Best International Video Nighthawken, Victor Dunai, director, Falcon International Studios |

 [Top]

## 1998
| Best Video of the Year Naked Highway, Wash West, director, Big Video Best Director (a tie) Kristen Bjorn, Amazon Adventure, The Anchor Hotel, Gangsters at Large, Kristen Bjorn Productions Wash West, Naked Highway, Dr. Jerkoff & Mr. Hard, Big Video Best Screenplay (a tie) Family Values, Jerry Douglas, Men of Odyssey Wash West, Naked Highway, Big Video Best Actor Jim Buck (body of work) Best Performers Drew Andrews, Steve O'Donnell Best Supporting Actor (a tie) Eduardo, Matador, All Worlds Video Vidkid Timo, Mardi Gras Cowboy, All Worlds Video Best Newcomer Jim Buck |  | Best Cinematography (a tie) Amazon Adventure, Kristen Bjorn Productions Naked Highway, Big Video Hot Shots Paul Morgan Best Non‑Sexual Roles (a tie) Sharon Kane, Family Values, Men of Odyssey, Hardcore, All Worlds Video Lola Cornfield, Dr. Jerkoff & Mr. Hard, Big Video Promising New Performers Mark Pierce, Grease Guns 2, Studio 2000, Summer of '44, Catalina Video, Roughing It, Totally Tight Video Joey Violence, Naked Highway, Big Video, Workin' It Out (as Joey Morelli), Studio 2000 Jeff White, Grease Guns 2, Studio 2000 Best International Video The Anchor Hotel, Kristen Bjorn, director, Kristen Bjorn Productions |

 [Top]

## 1999
| Best Romance Video Man Watcher, Kristen Bjorn, director, Kristen Bjorn, Sarava Productions Best Fantasy Video Homogenized, Michael Zen, director, All Worlds Video Best All‑Sex Video Link 2 Link, Chi Chi LaRue, director, All Worlds Video Best Director (a tie) Chi Chi LaRue Kristen Bjorn Best Screenplay (a tie) A Lesson Learned, Mike Donner, All Worlds Video Ryker's Revenge, Jim Steel, Men of Odyssey Best Actor—Dramatic Blue Blake, Men in Blue, New Age Pictures Best Actor—Action Hero Steve Rambo, Catalinaville, Catalina Video Best Performers Cole Tucker, Will Clark Best Supporting Actor Rod Barry, A Lesson Learned, All Worlds Video Best Newcomer Jared Wright Best Cinematography Robert Kirsh, Bruce Cam, Titan Media |  | Best Duo Sex Scene (a tie) Ken Ryker, Steve Harper, Ryker's Revenge, Jim Steel, director, Men of Odyssey Robby Taylor, Miles Andrews, Even Steven, Toby Ross, director, Videospoon / Video 10 Best Group Scene Link 2 Link final orgy, Chi Chi LaRue, director, All Worlds Video Best Hot (Cum) Shots Vincent Dimarco Best Non‑Sex Performance Tom Walker, Catalinaville, Catalina Video Best Ethnic Performer J.C. Carter Best International Video Impromptus, Wim Hoff, Pavel Nikos, directors, All Worlds International / Czech Mate Best Ethnic Video Black Balled 2, Chi Chi LaRue, director, All Worlds Video Best Leather Video Fallen Angel 2, Bruce Cam, Robert Kirsh, directors, Titan Media Best Fetish Video Batter Up, Steven Scarborough, director, Plain Wrapped / Hot House Entertainment Best Art Direction (a tie) Homogenized, Michael Zen, director, All Worlds Video Time Cops, Chip Daniels, director, Centaur Films |

| Wall of Fame Bob East, Executive Director, Oddysey Man Video Chi Chi LaRue, legendary "DirectriXXX" Toby Ross, legendary director Ken Ryker, "Supersized Superstar" Mickey Skee, writer, editor, philanthropist Jim Steel, legendary director Hank "Big Daddy" Ferguson, founder, Gay Chicago Magazine co‑creator, Grabbys |

 [Top]

## 2000
| Best Romance Video Dream Team, Jerry Douglas, director, Studio 2000 Best Fantasy Video (a tie) Sodom, Michael Zen, director, Vivid Man Video Technical Ecstasy, Wash West, director, Men of Odyssey Best All‑Sex Video The Final Link, Chi Chi LaRue, director, All Worlds Video Best Director Jerry Douglas, Studio 2000 Best Screenplay—Romance Dream Team, Jerry Douglas, Studio 2000 Best Screenplay—Fantasy Animus, Wash West, All Worlds Video Best Actor—Romance Joe Landon, The Apprentice, Delta Productions Best Actor—Fantasy Kurt Young, Sodom, Vivid Man Video Best Performers Jason Branch, Blake Harper Best Supporting Actor Tony Donovan, Dream Team, Studio 2000 Best Newcomer—Performer Spike Best Newcomer—Director Drew Warner Best Cinematography Eruption, Titan Media |  | Best Solo Scene Robert Black, Man Trade Solo, Sports & Recreation Video Best Duo Sex Scene Sam Crockett, Chad Kennedy, Technical Ecstasy, Men of Odyssey Best Threeway Sex Scene Thick as Thieves, Kristen Bjorn, Sarava Productions Marcio Do Costa, Buddy Jones, Sergei Jordanov Best Group Scene The Final Link Prison Orgy, Chi Chi LaRue, All Worlds Video Best Hot (Cum) Shots Spike Best Non‑Sex Performance Kurt Young, Sodom, Vivid Man Video Best Ethnic Performer Jack Simmons Best International Video Rapture, Wim Hoff, director, All Worlds Video International / Czech Mate Best Leather Video Fallen Angel 3, Bruce Cam, Harold Creg, Brian Mills, Keith Webb, directors, Titan Media Best Fetish Video Fist For Hire, Chris Ward, director, Club Inferno / Hot House Entertainment Best Bisexual Video Mass Appeal, Michael Zen, director, Men of Odyssey Best Twink Video The American Way, Kevin Clarke, director, Junior Studios / Rad Video |

| Wall of Fame Jerry Douglas, multiple award‑winning director Cole Tucker, multiple award‑winning performer Russell Moore, Barry Knight, legendary Jaguar Producers of Delta Editing and Productions |

 [Top]

## 2001
| Best Video of the Year Echoes, Chi Chi LaRue, director, Men of Odyssey Best All‑Sex Video Heat, Bruce Cam, director, Titan Media Best Comedy Video Devil is a Bottom, Bud Light, director, All Worlds Video Best Director Chi Chi LaRue, Echoes, Men of Odyssey Best Screenplay Echoes, Jordan Young, Men of Odyssey Best Actor Tony Donovan, Echoes, Men of Odyssey Best Performers Caesar, Travis Wade Best Supporting Actor Blake Harper, Score, Catalina Video Best Newcomer—Performers Jackson Price, Kyle Kennedy Best Newcomer—Director Michael Lucas Best Solo Scene Tuck Johnson, Live and Raw—the Movie, Rascal Video / Channel 1 Releasing Best Duo Sex Scene The Crush, Colby Taylor, Travis Wade, Falcon Studios |  | Best Threeway Sex Scene Heat, Yuri Breshnev, Alec Martinez, Victor Racek, Titan Media Best Group Scene (a tie) Echoes, Clint Cooper, Tony Donovan, Blake Harper, Chad Johnson, Men of Odyssey Out of Athens, Seth Adkins, Hans Ebson, Cameron Fox, Jeremy Jordan, Billy Kincaid, Tristan Paris, Emilio Santos, Jeremy Tucker, Nick Young, Falcon Studios Best Non‑Sex Performance Sharon Kane, Echoes, Men of Odyssey Best Ethnic Performer Jeremy Tucker Best International Video Winning Ways, Jan Novak, director, Studio 2000 Best Leather Video Bad Behavior, John Rutherford, director, Falcon Studios Best Fetish Video Bound, Beaten, and Banged, Chris Ward, J.D. Slater, directors, Raging Stallion Studios Best Art Direction Now And Forever, Studio 2000 Best Videography Echoes, Hue Wilde, Men of Odyssey |

| Wall of Fame Jeff Stryker, Legendary Superstar Zak Spears, GayVN Hall of Fame Inductee Robert Prion, director (who this past year chalked up his 50th video production) Mistress Mona, two‑time GayVN Award Winner as "Make‑Up Artist of the Stars" Honey West, Grabby Show Co‑Hostess with Chi Chi LaRue for the 3rd Year Hank Ferguson, co‑founder of the "Behind Closed Door" Grabby Awards in 1991 |  | Editor's Choice Awards Documentary Making It With Kristen Bjorn, Sarava Productions DVD, Extras Ryker's Revenge, Director's Commentary by Jim Steel, Men of Odyssey DVD, Classic River Patrol, Titan Media |

 [Top]

## 2002
| Best Video of the Year Carnal Intentions, Jim Steel, director, Men of Odyssey Best All‑Sex Video Sea Men: Fallen Angel 4, Bruce Cam, director, Titan Media Best Comedy Video A Dream Come True, Rick Lawrence, director, Rad Video Best Director Jim Steel, Carnal Intentions, Men of Odyssey Best Screenplay Seven Deadly Sins: Gluttony, Wash West, All Worlds Video Best Actor Tony Donovan, Carnal Intentions, Men of Odyssey Best Newcomers Brad Benton, Matthew Rush Best Supporting Actor Blake Harper, Conquered, All Worlds Video Best Performers Michael Brandon, Chad Hunt Best Solo Performance Matthew Rush, Alone With 1, Falcon Studios Best Duo Sex Scene Carnal Intentions, Brad Benton, Tony Donovan, Men of Odyssey |  | Best Three‑Way Sex Scene Vengeance, Chad Hunt, Erik Martins, Carlos Morales, Lucas Entertainment Best Group Sex Scene Conquered, Nino Bacci, Colton Ford, Blake Harper, Billy Herrington, Jay Ross, All Worlds Video Best Non‑Sex Performance Johnny Rahm, Sharon Kane, Porn Fiction, Gino Pictures Gold Best International Video Moscow: the Power of Submission, The Bear, director, Sarava Productions Best Leather Video Shock series, Parts 1 and 2, Chi Chi LaRue, director, Mustang Studios Best Fetish Video Open Trench Vol. 1, Drew Warner, director, Sports & Recreation Video Best Art Direction Conquered, All Worlds Video Best Videography Sea Men: Fallen Angel IV, Titan Media Best DVD Extras The Joint, Men of Odyssey Best Classic DVD The Other Side of Aspen I, Falcon DVD |

| Wall of Fame Sharon Kane, award‑winning musician and adult film performer Chuck Renslow, early producer of erotic nude male books and 8mm all‑male films; founder and producer of International Mr. Leather (IML) Ron Eheman, porn stars booking agent, editor of the very first Gay Chicago Magazine in 1976; has recently worked as a director and videographer Mike Donner, All Worlds Video director and promotion manager; started with Bijou Studios in Chicago Will Clark, porn star, fundraiser, columnist, and promoter of portraying safer sex in videos Steve Cannon, porn star noted as the first Fallen Angel in what started the blockbuster Titan Media series. |  | Editor's Choice Awards Classic Movie Remake The Back Row, Chi Chi LaRue, Rascal Video / Channel 1 Releasing Best International Screenplay Prague Buddies 3: Liebestod, William Higgins, William Higgins Productions Best International Actor Jan Dvorak, The Jan Dvorak Story, William Higgins Productions Best International Director The Bear, Moscow: the Power of Submission, Sarava Productions |

 [Top]

## 2003
| Best Video of the Year Deep South: the Big, the Easy, John Rutherford, Chi Chi LaRue, directors, Falcon Studios Best All‑Sex Video Closed Set: the New Crew, Joe Gage, director, MSR Video Best Comedy Video White Trash, Tony Alizzi, director, MSR Video Best Directors John Rutherford, Chi Chi LaRue, Deep South: the Big and the Easy, Falcon Studios Best Screenplay White Trash, Rick Tugger, MSR Video Best Actor Joe Landon, The Apprentice 2: Dark Heart, Delta Video Best Performers Carlos Morales, Matthew Rush Best Supporting Actor Chad Hunt, Oral Exams, Rascal Video / Channel 1 Releasing Best Newcomers Matt Summers, Bret Wolfe Best Solo Performance Sean Storm, Open Trench 2: Fuck Fantasies, Sports & Recreation Video |  | Best Duo Sex Scene Deep South: the Big and the Easy, Matthew Rush, Josh Weston, Falcon Studios Best Three‑Way Sex Scene The Apprentice 2: Dark Heart, Trent Atkins, Joe Landon, Danny Rhymes, Delta Video Best Group Sex Scene Deep South: the Big and the Easy, Jeremy Jordan, Chad Hunt, Adam Wolfe, Derek Cameron, Sebastian Cole, Jason Tyler, Clay Maverick, Falcon Studios Best Non‑Sex Performance David Forest, Brad's Buddies, Forest Films Best International Video Frisky Summer 4, George Duroy, director, BelAmi Best Leather / Fetish Video Prowl 3: Genuine Leather, Tony Alizzi, director, MSR Video Best Art Direction White Trash, MSR Video Best Videography Bruce Cam, Gorge, Titan Media Best DVD Extras The Back Row, directors' commentaries, Jerry Douglas, 1972 original version, Chi Chi LaRue, 2001 remake, Rascal Video / Channel 1 Releasing Best Classic DVD Big Guns, William Higgins, director, Catalina DVD |

| Wall of Fame Joe Gage, director of the famous Kansas City Trucking Co. (1976), El Paso Wrecking Corp. (1977), and L.A. Tool & Die (1979) trilogy; has recently returned to directing John Rutherford, multiple award‑winning Falcon Studios director; recently resigned as the head of Falcon, a post he held after the death of Falcon's founder, Chuck Homes J.D. Slater, co‑founder and owner of Raging Stallion Studios with Chris Ward, also a talented composer and musician Jason Branch, multiple award‑winning porn star in more than 60 videos ranging from hardcore fetish videos to dramatic or more vanilla roles Michael Brandon, award‑winning porn star with more than 100 videos to his credit; is now co‑owner with Raging Stallion Studios of his own line of Monster Bang Videos Jack Simmons, porn star, one of the industry's most popular African‑American performers in his over 60+ video career |  | Editor's Choice Awards Best Bisexual Video Mass Appeal 2, Jim Steel, director, Men of Odyssey Best Reviewer Promo Package The Dirty Director, Raging Stallion Studios Special Achievement Award Bob East, Executive Director for Men of Odyessy |

 [Top]

## 2004
| Best Video of the Year The Hole, Wash West, director, Jet Set Team Productions Best All‑Sex Video Reload, John Rutherford, director, Colt Studios Best Comedy Video There Goes the Neighborhood, Rick Tugger, director, All Worlds Video Best Director Wash West, The Hole, Jet Set Team Productions Best Screenplay Wash West, The Hole, Jet Set Team Productions Best Actor Michael Soldier, A Porn Star is Born, Raging Stallion Studios Best Performers Trent Atkins, Brad Benton Best Supporting Actor Brad Benton, There Goes the Neighborhood, All Worlds Video Best Newcomers Tag Adams, Tag Eriksson Best Solo Performance Tag Eriksson, The Hole, Jet Set Team Productions Best Duo Sex Scene (a tie) Detention, Tag Adams, Chad Hunt, Rascal Video / Channel 1 Releasing Drenched Part 2: Soaked to the Bone, Chase Hunter, Lane Fuller, Falcon Studios Best Three‑Way Sex Scene Gaydreams, Michael Vincenzo, Peter Raeg, Shane Rollins, Raging Stallion Studios Best Group Sex Scene Detention, Johnny Hazzard, Matt Summers, Logan Reed, Chad Hunt, Matt Majors, Andy Hunter, Mike Johnson, Rascal Video / Channel 1 Releasing Best Non‑Sex Performance Rowdy Carson, There Goes the Neighborhood, All Worlds Video |  | Best International Video Just for Fun, George Duroy, director, BelAmi Best Leather Video Skuff II: Downright Filthy, Steven Scarborough, director, Hot House Entertainment Best Fetish Video Rear End Collision #1: Pop a Gasket, Rear End Collision #2: Lube Job, Chris Ward, director, Raging Stallion Studios Best Art Direction Carny, Brian Mills, Harold Creg, directors, Titan Media Best Videography Max Phillips, Drenched Part 1:Soaking it In, Drenched Part 2: Soaked to the Bone, Chi Chi LaRue, director, Falcon Studios Best DVD Extras Carny, Titan Media Best Classic DVD Sailor in the Wild, William Higgins, director, Catalina DVD The New Grabby Surprise Awards Hottest Cock Chad Hunt Hottest Ass Rob Romoni Hottest Versatile Performer Anthony Holloway Hottest Cum Shots Reload, underwater cum sequence with Ray Dragon, Marcus Irons, Dave Angelo, Rob Romoni, Matt Colmar; John Rutherford, director, Colt Studios |

| Wall of Fame Steven Scarborough, director, Hot House Entertainment Chris Steele, star / director of production, Falcon Studios Raul Rodriguez, agent / promoter Christian Taylor, star Flex Deon Blake, star Bradley Harrison Picklesimer, makeup artist |  | Editor's Choice Awards Hot New Directors Jett Blakk, Doug Jeffries |

 [Top]

## 2005
| Best Video of the Year Buckleroos Parts I and II, John Rutherford, Jerry Douglas, directors, Colt Studios' Buckshot Productions Best All‑Sex Video Bolt, Chi Chi LaRue, director, Rascal Video / Channel 1 Releasing Best Comedy Video Wet Palms, Episodes1–3, Matthew Moore, director, Jet Set Productions Best Director John Rutherford, Jerry Douglas, Buckleroos Parts I and II, Colt Studios' Buckshot Productions Best Screenplay Jerry Douglas, Buckleroos Parts I and II, Colt Studios' Buckshot Productions Best Actor Brad Benton, Wet Palms, Episodes 1–3, Matthew Moore, director, Jet Set Productions Best Performers Tag Adams, Owen Hawk Best Supporting Actor Owen Hawk, Buckleroos Parts I and II, John Rutherford, Jerry Douglas, directors, Colt Studios' Buckshot Productions Best Newcomers Kent Larson, Eddie Stone Best Solo Performance Chad Donovan, Wet Palms, Matthew Moore, director, Jet Set Productions Best Duo Sex Scene (a tie) Johnny Hazzard, Zak Spears, Bolt, Chi Chi LaRue, director, Rascal Video / Channel 1 Releasing Tag Adams, Aiden Shaw, Perfect Fit, Steven Scarborough, director, Hot House Entertainment Best Three‑Way Sex Scene Brad Benton, Owen Hawk, Diego De Lahoya, Buckleroos Part I, John Rutherford, Jerry Douglas, directors, Colt Studios' Buckshot Productions |  | Best Group Sex Scene Johnny Hazzard, Rod Barry, Theo Blake, Alex Lemonde, Kyle Lewis, Dillon Press, Troy Punk, Shane Rollins, Rob Romoni, Anthony Shaw, Sebastian Tauza, Bolt, Chi Chi LaRue, director, Rascal Video / Channel 1 Releasing Best Non‑Sex Performance Zak Spears, Buckleroos Parts I and II, John Rutherford, Jerry Douglas, directors, Colt Studios' Buckshot Productions Best International Video Countdown, Sven Jungbluth, director, Cazzo Film (Germany), Centaur Films Best Leather Video Horse: Fallen Angel 5, Bruce Cam, director, Titan Media Best Fetish Video Toolbox Trilogy: Drilled, Chris Ward, director, Raging Stallion Studios Best Art Direction Horse: Fallen Angel 5, Bruce Cam, director, Titan Media Best Videography Max Phillips, Taking Flight Parts 1 and 2, Falcon Studios Best DVD Extras Horse: Fallen Angel 5, Bruce Cam, director, Titan Media Best Classic DVD The Road to Hopeful, Steven Scarborough, director, Hot House Entertainment Grabby Surprise Awards Hottest Cock "Monster"—Michael Brandon Hottest Ass Matthew Rush Hottest Versatile Performer Brad Benton Hottest Cum Shots Arpad Miklos, Ricky Martinez, Buckleroos, John Rutherford, Jerry Douglas, directors, Colt Studios' Buckshot Productions |

| Wall of Fame Chad Donovan Rod Barry Grant Larson Chris Ward Chris Greene Jeremy Spencer Dillon Press |  | maleflixxx.TV People's Choice Award Pokin' in the Boy's Room, Chris Ward, Michael Brandon, directors, Monster Bang / Raging Stallion Studios |

 [Top]

## 2006
| Best Gay Video Wrong Side of the Tracks Part One and Part Two, Chi Chi LaRue, director, Rascal Video Best All-Sex Video Arabesque, Chris Ward, director, Raging Stallion Studios Best Comedy Video Through the Woods, Chi Chi LaRue, director, Falcon Studios Best Director Chi Chi LaRue, Wrong Side of the Tracks Part One and Part Two, Rascal Video Best Screenplay Jett Blakk, Dirty Little Sins, Red Devil Entertainment Best Actor Gus Mattox, Dangerous Liaisons, Michael Lucas, director, Lucas Entertainment Best Performers Brad Benton, Johnny Hazzard Best Supporting Actor Jacob Slader, Dirty Little Sins, Jett Blakk, director, Red Devil Entertainment Best Newcomers Roman Heart, Jason Kingsley Best Solo Performance Brad Benton, Dirty Little Sins, Red Devil Entertainment Best Duo Sex Scene Jason Kingsley, Brad Patton, Beyond Perfect, Jerry Douglas, director, Colt Studios' Buckshot Productions Best Three-Way Sex Scene Johnny Hazzard, Marcus Iron, Tommy Ritter, Wrong Side of the Tracks Part One, Rascal Video Best Group Sex Scene Huessein, Joey Russo, Sarib, JC, Colin West, Arabesque, Raging Stallion Studios |  | Best Non-Sex Performance Joe Gage, Beyond Perfect, Buckshot Productions Best International Video Lukas in Love, George Duroy, director, BelAmi Best Leather Video The Missing, Steven Scarborough, director, Hot House Entertainment Best Fetish Video Twisted, David Lamm, director, Club Inferno/Hot House Entertainment Best Art Direction Heaven to Hell, Chi Chi LaRue, director, Falcon Studios Best Videography Hue Wilde, Wrong Side of the Tracks Part One and Part Two, Rascal Video Best Gay DVD Extras Arabesque, Chris Ward, director, Raging Stallion Studios Best Classic Gay DVD Big Guns: Original Ending, Catalina Video Grabby Surprise Awards Hottest Cock Trevor Knight Hottest Ass Pete Ross Hottest Versatile Performer Rod Barry Hottest Cum Shots Marco Paris, The Missing, Steven Scarborough, director, Hot House Entertainment |

| Wall of Fame Jett Blakk Caesar Chad Hunt Matthew Rush Steve Walker, aka Hue Wilde |  | maleflixxx.TV People's Choice Award Hard As Wood, Chris Ward, Michael Brandon, directors, Monster Bang / Raging Stallion Studios |

### 2008
Best Solo
Damien Crosse